# Ernst Friedrich Wüstemann
Ernst Friedrich Wüstemann (* 31. März 1799 in Gotha; † 1. Juni 1856 ebenda) war ein deutscher Altphilologe und Gymnasialprofessor in Gotha.

## Leben
Ernst Friedrich Wüstemann wurde geboren als Sohn des Gothaischen Hofadvokaten Johann Christoph Wüstemann; sein älterer Bruder Karl Christian (1795–1863) wurde Jurist und später altenburgischer Minister. Er besuchte ab 1808 das Gymnasium Illustre seiner Heimatstadt und studierte danach ab 1816 in Göttingen.
Wüstemann nahm am ersten Wartburgfest von 1817 teil.
1819 kehrte er nach Gotha zurück und wurde dort Lehrer am Gymnasium Illustre, dessen Leitung er ab 1833 übernahm. 1842 wurde er zum Professor und 1853 zum Hofrat ernannt. Zu seinen Schülern gehörten Raphael Kühner und Karl Ernst Georges.
Sein Nachlass befindet sich in der Forschungsbibliothek Gotha.

## Werke (Auswahl)
Als Autor:
- mit Valentin Christian Friedrich Rost: Anleitung zum Übersetzen aus dem Deutschen ins Griechische. Vandenhoeck und Ruprecht, Göttingen 1820.
- Deutsch-lateinisches Handwörterbuch. 2 Bände. Gotha 1826–27.
- Oratio in Doeringi memoriam habita. 1839.
- Anleitung zum Übersetzen aus dem Deutschen in das Lateinische. Hahn, Leipzig 1844.
- Über die Kunstgärtnerei bei den alten Römern. Vortrag in zwei Sitzungen des Thüringer Gartenbau-Vereins zu Gotha im Oktober und November 1845 gehalten. O. O. 1846.
- Friderici Jacobsii Laudatio. Gotha 1848.
- Unterhaltungen aus der alten Welt für Garten- und Blumenfreunde. Drei Vorträge. Cläser, Gotha 1854.

Als Herausgeber:
- Euripidis Alcestis. Ettinger, Gotha 1823.
- Theocriti Reliquiae. Hennings, Gotha/Erfurt 1830.
- Des Q. Horatius Flaccus Satiren. Herbig, Leipzig 1843 (Neubearbeitung des Horaz-Kommentars von Ludwig Friedrich Heindorf).
- Promptuarium sententiarum ex veterum scriptorum Romanorum libris. Scheube, Gotha 1856.